# Пальмі
Пальмі (італ. Palmi, сиц. Parmi) — муніципалітет в Італії, у регіоні Калабрія, метрополійне місто Реджо-Калабрія‎.
Завдяки пляжам Маріна-ді-Пальмі та Лідо-ді-Пальмі місто є головним приморським курортом завдяки своєму ландшафту, що змусило письменників і поетів називати його "терасою на Мессінській протоці".
Окрім головного адміністративного центру, офісу та школи Тіренського узбережжя провінції Реджо-Калабрія, Пальмі був також важливим сільськогосподарським та комерційним центром та єпископатом римо-католицької єпархії Оппідо Мамертіна-Пальмі.
Протягом століть місто було одним з найважливіших культурних центрів Калабрії з літературного, музичного, історичного та археологічного напрямів. 
У Пальмі є два місцеві свята, що внесені у нематеріальну спадщину ЮНЕСКО. 

Пальмі розташоване на відстані близько 490 км на південний схід від Рима, 90 км на південний захід від Катандзаро, 33 км на північний схід від Реджо-Калабрії.
Населення — 19 024 особи (2014).

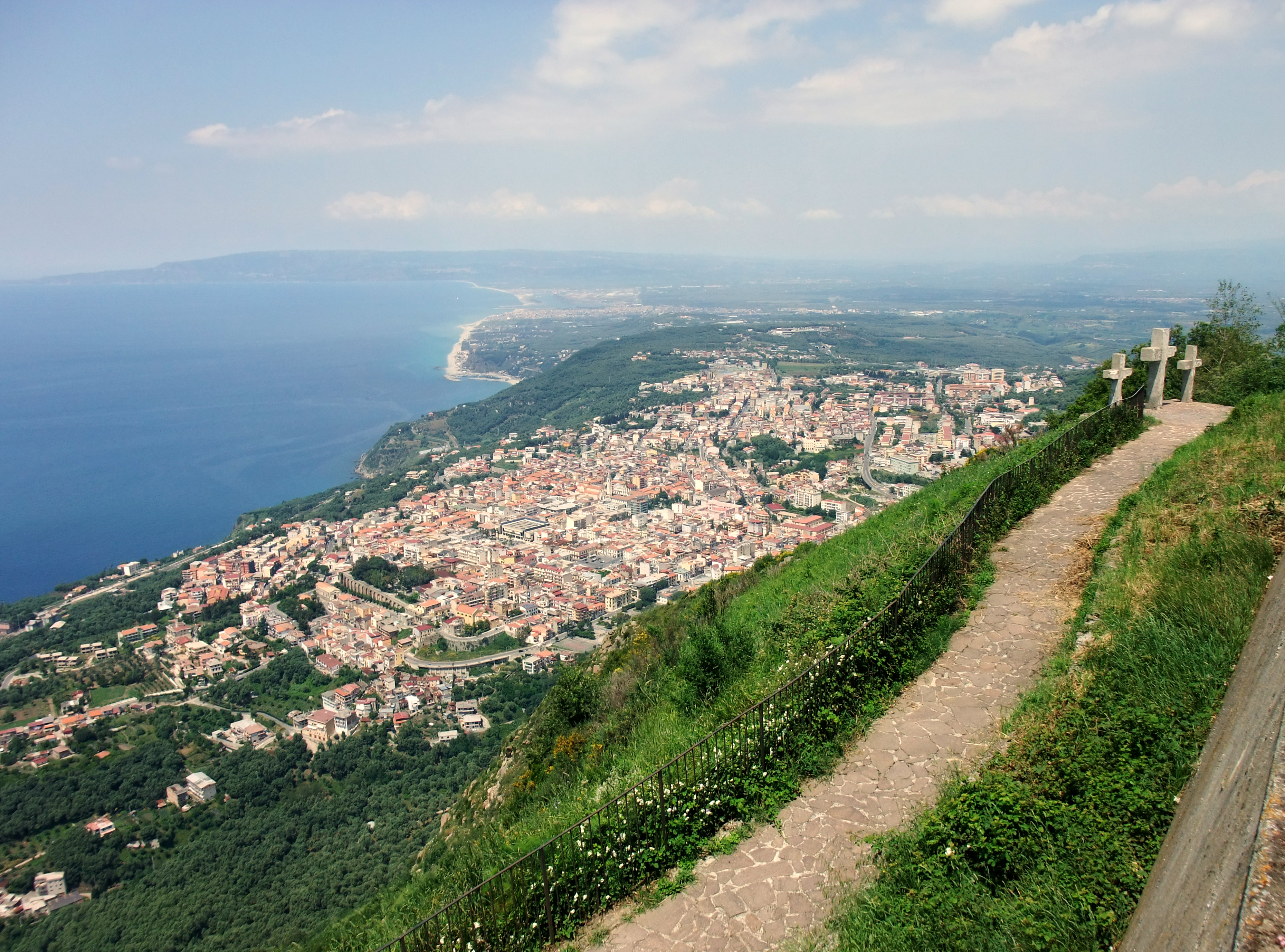

Щорічний фестиваль відбувається 6 грудня. Покровитель — святий Миколай.

## Господарство
Сфера послуг є головним рушієм міської економіки, особливо за наявності державних та приватних офісів (юридичних фірм та професіоналів). У місті є місце суду, в'язниці, поліції, суду присяжних, судової поліції, пожежників, організацій охорони здоров'я, загальної лікарні, середньої школи, університетів та інших офісів децентралізації італійського агентства доходів.
З точки зору торгівлі, розвитку Пальмі сприяє насамперед малий бізнес, особливо бутики одягу, бари та ресторани, переважно розташовані в історичному центрі. Іншим головним джерелом економіки міста є туризм.

## Демографія
Населення за роками:

Станом на 1 січня 2023 року в муніципалітеті офіційно проживало 669 іноземців з 47 країн, серед них 337 громадян країн Євросоюзу та 46 громадян України.

## Відомі особистості
- Леоніда Репачі (письменник, поет і політичний активіст)
- Франческо Чілеа (композитор)

## Сусідні муніципалітети
- Джоя-Тауро
- Семінара

## Міста-побратими
- В'яреджо, Італія
- Варацце, Італія